# 344年
| 千纪： | 1千纪                                                                                           |
| 世纪： | 3世纪 \| 4世纪 \| 5世纪                                                                         |
| 年代： | 310年代 \| 320年代 \| 330年代 \| 340年代 \| 350年代 \| 360年代 \| 370年代                       |
| 年份： | 339年 \| 340年 \| 341年 \| 342年 \| 343年 \| 344年 \| 345年 \| 346年 \| 347年 \| 348年 \| 349年 |
| 纪年： | 甲辰年（龙年）；成汉太和元年；东晋建元二年；前凉建兴三十二年；后赵建武十年；代国建国七年        |

## 大事记
- 晉康帝與庾冰相繼逝世，年僅兩歲的司馬聃繼位，是為晉穆帝，太后褚蒜子臨朝稱制，何充以錄尚書事輔政，庾翼回鎮夏口並接管庾冰的部眾，留長子庾方之為建武將軍，代其守襄陽。
- 燕文明帝慕容皝攻伐宇文部鮮卑首領宇文逸豆歸，成功消滅了宇文部鮮卑。

## 出生
- 王獻之（386年去世，42岁）

## 逝世
- 11月17日——晉康帝司馬岳，晉明帝之子，母庾文君，是晉成帝的同母弟。
- 12月29日——庾冰，東晉官員，中書令庾亮之弟，王導死後以中書監身份在內朝掌權。